# Bitwa pod Verneuil
Bitwa pod Verneuil – starcie zbrojne podczas wojny stuletniej, które miało miejsce 17 sierpnia 1424 roku w pobliżu Verneuil-sur-Avre w Normandii. Była to jedna z najkrwawszych bitew tego konfliktu, w której starły się siły angielskie pod wodzą Jana, księcia Bedforda oraz połączone wojska francusko-szkockie, wspierane przez lombardzką kawalerię mediolańską. Anglicy określali to starcie jako „drugie Azincourt” ze względu na jego kluczowe znaczenie strategiczne oraz olbrzymie straty poniesione przez stronę francusko-szkocką.

## Przed bitwą
Po śmierci króla Anglii Henryka V w 1422 roku, jego dziewięciomiesięczny syn Henryk VI został formalnie królem Anglii i Francji. Władzę regencyjną sprawował jego wuj, Jan, książę Bedford, który kontynuował agresywną politykę podboju Francji. Anglicy kontrolowali większość Normandii, a ich pozycja w regionie była silna.
Z kolei Francuzi, dowodzeni przez Delfina Karola, starali się odbić utracone tereny. Wsparcie militarne zapewniły im liczne oddziały szkockie, wysłane przez króla Jakuba I. Szkoci, od lat związani sojuszem z Francją (Auld Alliance), stanowili istotną część sił francuskich. Łączna liczba wojsk francusko-szkockich wynosiła około 15 tysięcy żołnierzy, natomiast siły angielskie liczyły około 9-10 tysięcy

## Bitwa
Bitwa rozpoczęła się w godzinach popołudniowych. Anglicy, korzystając z doświadczeń z poprzednich kampanii, ustawili swoje wojska w klasycznej formacji obronnej. Łucznicy angielscy, stanowiący trzon armii, ustawili się w dwóch skrzydłach, zabezpieczając swoje pozycje za pomocą drewnianych pali, co utrudniało szarże kawalerii. Atak francusko-szkocki rozpoczął się od uderzenia piechoty szkockiej pod dowództwem hrabiego Buchan i hrabiego Douglasa. Szkoci, osłonięci przez kawalerię francuską i mediolańską, uderzyli na środek angielskiej linii. Początkowo udało im się odepchnąć przeciwnika, jednak atak ten został zatrzymany przez kontruderzenie angielskiej piechoty wspieranej przez łuczników.
Decydujący moment nastąpił, gdy angielskie lewe skrzydło, dowodzone przez hrabiego Salisbury, przeprowadziło kontratak, rozbijając szkockie formacje. W tym samym czasie francuska kawaleria ugrzęzła w bagnistym terenie. Chaos wśród francusko-szkockich wojsk doprowadził do dużych strat wojsk francusko-szkockich..

## Po bitwie
Straty francusko-szkockie były katastrofalne. Zginęło od 6 do 8 tysięcy żołnierzy, w tym prawie całe szkockie dowództwo – hrabiowie Buchan i Douglas polegli w walce. Wielu francuskich rycerzy dostało się do niewoli, w tym książę Jan I d'Alençon oraz marszałek Gilbert Motier de La Fayette. Straty angielskie były znacznie mniejsze i wyniosły około 1600 ludzi.
Po bitwie Szkoci niemal całkowicie przestali odgrywać istotną rolę w wojnie stuletniej – ich siły zostały zdziesiątkowane, a dalsze wsparcie dla Francji było ograniczone. Anglicy umocnili swoją kontrolę nad Normandią, a zwycięstwo to wzmocniło pozycję księcia Bedforda jako faktycznego władcy Francji pod panowaniem angielskim.

## Znaczenie bitwy
Zwycięstwo Anglików i Burgundczyków pod Verneuil wpłynęło na dalszy przebieg wojny i pozostawiło trwały ślad na politycznym i militarnym krajobrazie średniowiecznej Europy. Konsekwencje tej bitwy były odczuwalne przez wiele lat, kształtując dynamikę władzy oraz walki o kontrolę w tym burzliwym okresie dziejów.